# S-Bahn di Berlino
La S-Bahn di Berlino (in tedesco S-Bahn Berlin) è il servizio ferroviario suburbano che serve la capitale tedesca e i suoi immediati dintorni.
Nel 1930 venne introdotto per la prima volta a Berlino il simbolo di una S bianca su sfondo verde e la dicitura "S-Bahn" (abbreviazione di Stadtschnellbahn, "ferrovia veloce urbana"). Il termine è stato da lì in poi diffuso in tutte le grandi città di lingua tedesca in riferimento al sistema di trasporti ferroviario suburbano. A Berlino sotto il nome di S-Bahn vennero integrati nel 1930 i preesistenti percorsi sulla Stadtbahn (ferrovia interna), sulla Ringbahn (raccordo anulare ferroviario) e sulle Vorortbahn (percorsi radiali suburbani), sulle quali circolavano ancora convogli a vapore.
Su una rete ferroviaria di 331,5 km sono attualmente in servizio 16 linee S-Bahn e 166 stazioni, di cui 75 km e 33 stazioni fuori dai confini di Berlino, ovvero nel Land del Brandeburgo. Insieme alla metropolitana (U-Bahn) costituisce un servizio ferroviario urbano di 482 km, fra i più estesi al mondo.
Dal 1995 è gestita dalla S-Bahn Berlin GmbH, società appositamente creata controllata dalla Deutsche Bahn.

## Storia

### Origini

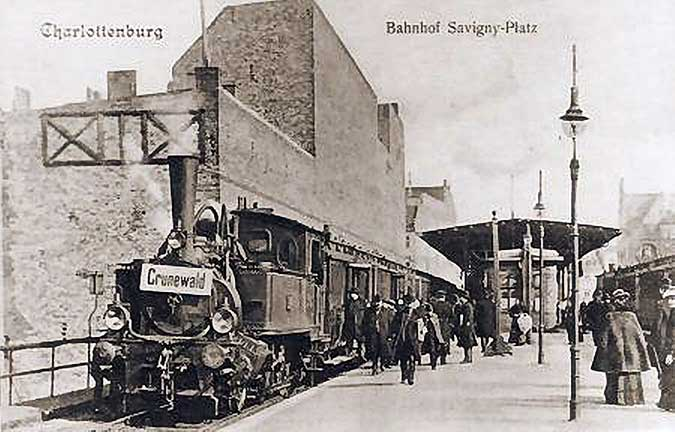
Treno urbano a vapore alla stazione Savignyplatz

Già dal 1871 la Ringbahn (ferrovia anulare) era attrezzata con quattro binari, due dedicati al traffico locale, due a quello a lunga percorrenza. Infatti, il rapido sviluppo industriale ed edilizio della città rese necessaria già a quel tempo la separazione dei traffici.
Nel 1882 venne attivata la Stadtbahn ("ferrovia urbana"), una linea ferroviaria che collegava le linee dell'est con quelle dell'ovest attraversando il centro cittadino. Questa linea fu costruita a quattro binari, due dei quali dedicati esclusivamente ai treni vicinali.
Nel 1891 entrò in servizio la cosiddetta Neue Wannseebahn, ovvero una coppia di binari posati a fianco dell'esistente Stammbahn e dedicati anch'essi ai treni vicinali.
La trazione a vapore era però poco adatta ad un servizio frequente e con molte fermate. All'inizio del nuovo secolo si sperimentarono perciò diversi sistemi di elettrificazione, analogamente alla rete di Amburgo, di concezione molto simile. Questi esperimenti furono interrotti dalla prima guerra mondiale.
Nel 1924, passato il periodo di crisi del dopoguerra, venne finalmente attivato il primo servizio a trazione elettrica, dallo Stettiner Bahnhof (oggi ribattezzato Nordbahnhof e interrato) a Bernau. Il sistema prescelto fu a corrente continua 800 V, a terza rotaia, incompatibile con i servizi a lunga percorrenza (elettrificati a partire dagli anni ottanta a corrente alternata a 15 kV 16,7 Hz). Contemporaneamente, i marciapiedi delle fermate furono portati ad un'altezza di 96 cm dal piano del ferro, riducendo i tempi di incarrozzamento dei passeggeri e quindi i tempi di fermata.
Per questi motivi, la S-Bahn berlinese è ancora oggi (assieme alla rete di Amburgo) separata dalla rete nazionale della DB.
Negli anni successivi l'elettrificazione delle linee urbane e suburbane procedette rapidamente, com'è riassunto nella tabella che segue:
| 5 giugno 1925    | Berlin-Gesundbrunnen ↔ Birkenwerder |
| 4 ottobre 1925   | Birkenwerder ↔ Oranienburg |
| 16 marzo 1927    | Berlin Schönholz-Reinickendorf (oggi Berlin Schönholz) ↔ Velten |
| 10 luglio 1928   | Berlin-Wannsee ↔ Stahnsdorf (non più esistente) |
| 11 luglio 1928   | Berlin Ausstellung (oggi Berlin Westkreuz) ↔ Berlin Stralau-Rummelsburg (oggi Berlin Ostkreuz) (Stadtbahn) Berlin Ausstellung (oggi Berlin Westkreuz) ↔ Potsdam (oggi Potsdam Hauptbahnhof) Berlin Stralau-Rummelsburg (oggi Berlin Ostkreuz) ↔ Erkner                                                                                         |
| 23 agosto 1928   | Berlin Ausstellung (oggi Berlin Westkreuz) ↔ Berlin Spandau West (oggi Berlin Spandau) |
| 6 novembre 1928  | Berlin Schlesischer Bahnhof (oggi Berlin Ostbahnhof) ↔ Berlin Kaulsdorf Berlin Halensee ↔ Berlin Treptow (oggi Berlin Treptower Park) (Ringbahn) Berlin Halensee ↔ Berlin Charlottenburg Berlin Neukölln ↔ Berlin Grünau Berlin Warschauer Straße ↔ Berlin Treptow (oggi Berlin Treptower Park)                                                |
| 1º febbraio 1929 | Berlin Treptow (oggi Berlin Treptower Park) ↔ Berlin Witzleben (oggi Berlin Messe Nord/ICC) (Ringbahn) Berlin Charlottenburg ↔ Berlin Witzleben (oggi Berlin Messe Nord/ICC) Berlin Treptow (oggi Berlin Treptower Park) ↔ Berlin Baumschulenweg Berlin Warschauer Straße ↔ Berlin Frankfurter Allee Berlin Schöneweide ↔ Berlin Spindlersfeld |
| 18 aprile 1929   | Berlin Potsdamer Ringbahnhof (non più esistente) ↔ Berlin Papestraße (oggi Berlin Südkreuz) Berlin Schöneberg (non più esistente) ↔ Berlin Ebersstraße (oggi Berlin Schöneberg) Berlin Halensee ↔ Berlin Witzleben (oggi Berlin Messe Nord/ICC)                                                                                                |
| 2 luglio 1929    | Berlin Potsdamer Ringbahnhof (non più esistente) ↔ Berlin Lichterfelde Ost |
| 18 dicembre 1929 | Berlin Jungfernheide ↔ Berlin Gartenfeld (non più esistente) |

### Dal 1930 alla seconda guerra mondiale
Dal 1º dicembre 1930 i servizi urbani e suburbani a trazione elettrica furono indicati dalla sigla S-Bahn. Il nome, abbreviazione di Stadtschnellbahn ("ferrovia celere urbana") suggeriva un'analogia con la U-Bahn (Untergrundbahn, "ferrovia sotterranea", vale a dire la classica metropolitana). L'analogia proveniva dalla frequenza delle corse, dalla vicinanza fra le fermate, dalla facilità di accesso e dalla comprensibilità del servizio.
Già il 15 dicembre 1930 fu attivato il prolungamento da Berlin Kaulsdorf a Berlin Mahlsdorf.
Nel 1933 anche l'importante linea per Potsdam (la Stammbahn, prima ferrovia prussiana) fu integrata nella rete. In questo caso, non fu elettrificato solo il servizio suburbano, già esistente su binari dedicati, ma anche i due binari a lunga percorrenza, sui quali fu istituito un servizio di S-Bahn diretta. Questi treni, che collegavano l'elegante sobborgo residenziale di Wannsee al centro finanziario cittadino (il Potsdamer Platz) vennero soprannominati Bankierzüge, "treni dei banchieri".
Con l'instaurarsi del regime nazionalsocialista vennero redatti piani urbanistici sempre più ambiziosi, tesi a trasformare Berlino in "Germania, capitale del mondo" (Welthauptstadt Germania). Anche per la rete ferroviaria si prevedevano imponenti lavori di potenziamento, realizzati però solo in minima parte.
Anche la S-Bahn fu interessata da progetti di enorme portata. L'unica importante opera realizzata fu però la ripresa di un precedente progetto, il tunnel Nord-Sud, che avrebbe dovuto collegare le linee suburbane attestate nelle stazioni di testa a Nord (Lehrter e Stettiner Bahnhof) con quelle meridionali (Potsdamer e Anhalter Bahnhof). Ma anche quest'opera fu realizzata solo in parte, mancando il ramo settentrionale verso il Lehrter Bahnhof.
Il primo tratto del tunnel, dallo Stettiner Bahnhof a Unter den Linden, fu inaugurato il 28 luglio 1936, in occasione delle Olimpiadi di Berlino. L'opera fu infine completata nel 1939, con le due connessioni verso Yorckstraße e Großgörschenstraße. Il completamento del tunnel rese la stazione di Friedrichstraße nodo centrale della rete.
Negli stessi anni furono attivati alcuni prolungamenti periferici:
- 15 aprile 1939: Berlin Priesterweg - Mahlow
- 6 ottobre 1940: Mahlow - Rangsdorf
- 8 settembre 1943: Berlin Lichterfelde Ost - Berlin Lichterfelde Süd

Dal 1943, la situazione bellica non consentì più ulteriori lavori. Progetti, quali l'estensione delle S-Bahn espresse, il tunnel Anhalter Bahnhof - Görlitzer Bahnhof, la seconda Ringbahn, non furono mai realizzati.
Nel 1944 furono soppresse per danni di guerra (e mai più riattivate) la Cheruskerkurve, fra la Ringbahn (stazioni Berlin Schöneberg e Berlin Papestraße, oggi Berlin Südkreuz) e Berlin Potsdamer Ringbahnhof, e la Nordringkurve, fra Berlin Witzleben (oggi Berlin Messe Nord/ICC) e Berlin-Charlottenburg.

### Il dopoguerra (1945-1961)
I danni della guerra furono gravi e distribuiti sull'intera rete. Parti dell'armamento e del materiale rotabile furono requisiti dall'esercito sovietico e inviati in URSS come riparazioni di guerra.
Nonostante le difficoltà, la ricostruzione procedette celermente, con la riattivazione di tutte le tratte (talvolta provvisoria) già all'inizio del 1946.
Più laboriosa fu la ricostruzione del tunnel Nord-Sud, allagato dai nazisti negli ultimi giorni del conflitto: l'opera fu compiuta solo alla fine del 1947.
La ferrovia Berlin Potsdamer Bahnhof - Berlin Zehlendorf, su cui avevano corso i Bankierzüge, non fu ricostruita: la tratta successiva, Berlin Zehlendorf - Berlin Düppel-Kleinmachnow (oggi non più esistente) fu elettrificata e inserita nella rete S-Bahn nel 1948.
Contemporaneamente venne portato a termine, in tre tappe, il prolungamento a Strausberg, iniziato nell'anteguerra e lasciato incompiuto:
- 7 marzo 1947: Berlin Mahlsdorf - Hoppegarten
- 1º settembre 1948: Hoppegarten - Fredersdorf
- 31 ottobre 1948: Fredersdorf - Strausberg

Nel 1949 vengono fondate la Repubblica Federale e la Repubblica Democratica. La Germania è divisa. Lo status di Berlino possiede alcune particolarità: il settore sovietico viene immediatamente integrato nella RDT, costituendone la capitale; nei settori occidentali, invece, la completa integrazione nella RFT è impedita da vari motivi, a partire dalla distanza e dalla separazione fisica.
La situazione delle ferrovie riflette queste particolarità: l'intera rete berlinese, compresa la S-Bahn, continua ad essere gestita dalla Deutsche Reichsbahn, l'amministrazione ferroviaria dell'anteguerra, ora appartenente alla Germania Est. Ciò significa che ricostruzioni, ampliamenti, modifiche alla rete, andranno sempre a vantaggio del settore orientale, portando spesso a tensioni con le autorità dell'Ovest.
Dal 1952 tutto il traffico a lunga percorrenza è deviato sulla nuova cintura ferroviaria (il Berliner Außenring), che evita il transito e l'attestamento a Berlino Ovest, e le vecchie stazioni di testa sono chiuse. La tratta Berlin Jungfernheide - Berlin Spandau (oggi Berlin Stresow) viene elettrificata e trasformata in S-Bahn. Anche il raccordo merci Berlin Pankow-Schönhausen (oggi Berlin Pankow) - Berlin Schönhauser Allee è elettrificato, per permettere l'istituzione di collegamenti verso Bernau, senza transitare dai settori occidentali.
La tabella riassume i prolungamenti della rete negli anni cinquanta:
| 30 aprile 1951   | Berlin Grünau ↔ Königs Wusterhausen                                       |
| 7 luglio 1951    | Berlin Lichterfelde Süd ↔ Teltow                                          |
| 30 luglio 1951   | Berlin Spandau West (oggi Berlin Spandau) ↔ Falkensee (non più esistente) |
| 3 agosto 1951    | Berlin Spandau West (oggi Berlin Spandau) ↔ Staaken (non più esistente)   |
| 28 agosto 1951   | Berlin Jungfernheide ↔ Berlin Spandau (oggi Berlin Stresow)               |
| 25 dicembre 1952 | Berlin Schönhauser Allee ↔ Berlin Pankow-Schönhausen (oggi Berlin Pankow) |
| 3 giugno 1956    | Strausberg ↔ Strausberg Nord                                              |

### La divisione della rete (1961)
Nelle prime ore del 13 agosto 1961 il governo della Germania Est erige senza preavviso il Muro di Berlino, per separare Berlino Est da Berlino Ovest, e quest'ultima dal restante territorio della Germania Est. La Deutsche Reichsbahn, da tempo informata dell'operazione, era già preparata alla divisione della S-Bahn in due reti distinte, riuscendo a realizzare le seguenti modifiche in un solo giorno:
- divisione della Stadtbahn Berlin Westkreuz - Berlin Ostkreuz in due tratte distinte, divise dalla stazione di confine Berlin Friedrichstraße (dalla quale, tramite il Tränenpalast, si poteva accedere al valico di frontiera tra le due Berlino, l'unico con accesso tramite transito ferroviario).
- chiusura delle stazioni Berlin Nordbahnhof, Berlin Oranienburger Straße, Berlin Unter den Linden, Berlin Potsdamer Platz. I treni continuano perciò a transitare nel tunnel Nord-Sud, ma senza fermate nel settore Est (esclusa Berlin Friedrichstraße di corrispondenza con la tratta Ovest della Stadtbahn).
- chiusura della stazione Berlin Bornholmer Straße e della tratta fra questa e Berlin Pankow. Restano i collegamenti Berlin Gesundbrunnen - Berlin Wollankstraße (Ovest) e Berlin Schönhauser Allee - Berlin Pankow (Est).
- divisione della Ringbahn in due tratte distinte, con interruzione fra Berlin Gesundbrunnen e Berlin Schönhauser Allee, e fra Berlin Treptower Park e Berlin Sonnenallee.
- interruzione fra Berlin Baumschulenweg e Berlin Köllnische Heide.
- soppressione dei rami esterni fra Berlino Ovest e il territorio della Germania Est, Berlin Lichtenrade - Rangsdorf, Berlin Lichterfelde Süd - Teltow, Berlin Wannsee - Stahnsdorf, Berlin Wannsee - Potsdam, Berlin Spandau West (oggi Berlin Spandau) - Falkensee.
- interruzione fra Berlin Heiligensee e Hennigsdorf. La linea da questa località a Velten rimane per molti anni isolata dalla rete, fino alla cessazione del servizio S-Bahn nel 1983.
- interruzione fra Berlin Frohnau e Hohen Neuendorf. La linea da questa località a Oranienburg rimane per pochi mesi isolata dalla rete, e infine collegata di nuovo, con l'elettrificazione della tratta Berlin Blankenburg - Hohen Neuendorf (sull'Außenring).

### LaS-Bahna Berlino Est

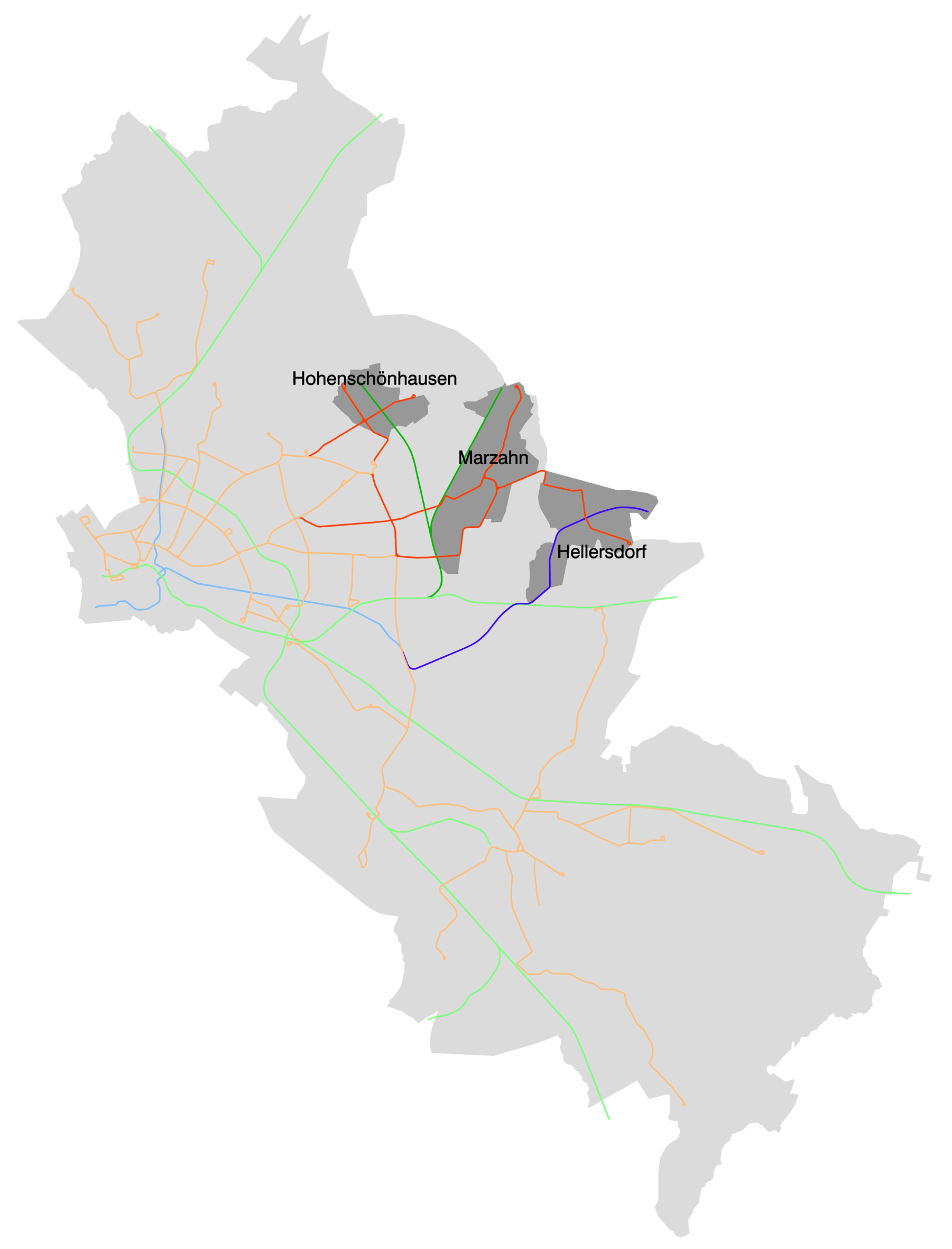
1976-1991. Nuovi quartieri e nuove linee di trasporto: S-Bahn (in verde), U-Bahn (in blu), tramvie (in rosso).

Nel settore orientale, la S-Bahn costituiva il mezzo di trasporto più importante. La rete metropolitana, infatti, consisteva di sole due brevi linee (A, oggi parte della U2, ed E, oggi U5), l'estensione delle quali era frenata da motivi economici.
Un primo prolungamento della S-Bahn fu attivato nel 1962, per collegare l'aeroporto di Schönefeld.
Negli anni settanta e ottanta furono aperte nuove tratte di S-Bahn per servire i nuovi quartieri residenziali che negli stessi anni si stavano sviluppando alla periferia della città.
La prima tratta, al servizio del quartiere di Marzahn, fu attivata in tre fasi:
- 30 dicembre 1976: Berlin Friedrichsfelde Ost ↔ Berlin Marzahn
- 15 dicembre 1980: Berlin Marzahn ↔ Berlin Otto-Winzer-Straße (oggi Berlin Mehrower Allee)
- 30 dicembre 1982: Berlin Otto-Winzer-Straße (oggi Berlin Mehrower Allee) ↔ Ahrensfelde

Il secondo quartiere realizzato, Hohenschönhausen, fu raggiunto in due fasi:
- 20 dicembre 1984: Berlin Springpfuhl ↔ Berlin Hohenschönhausen
- 20 dicembre 1985: Berlin Hohenschönhausen ↔ Berlin Wartenberg

La linea per il terzo quartiere, Hellersdorf, anch'essa inizialmente prevista come S-Bahn, fu invece realizzata come normale metropolitana (prolungamento della linea E, oggi U5), per non concentrare un traffico troppo intenso sulla tratta centrale Berlin Friedrichstraße - Berlin Ostkreuz.
Il quarto quartiere, Malchow, non fu mai realizzato. Anche per esso si prevedeva una connessione S-Bahn, prolungando la linea da Wartenberg lungo l'Außenring.

### LaS-Bahna Berlino Ovest

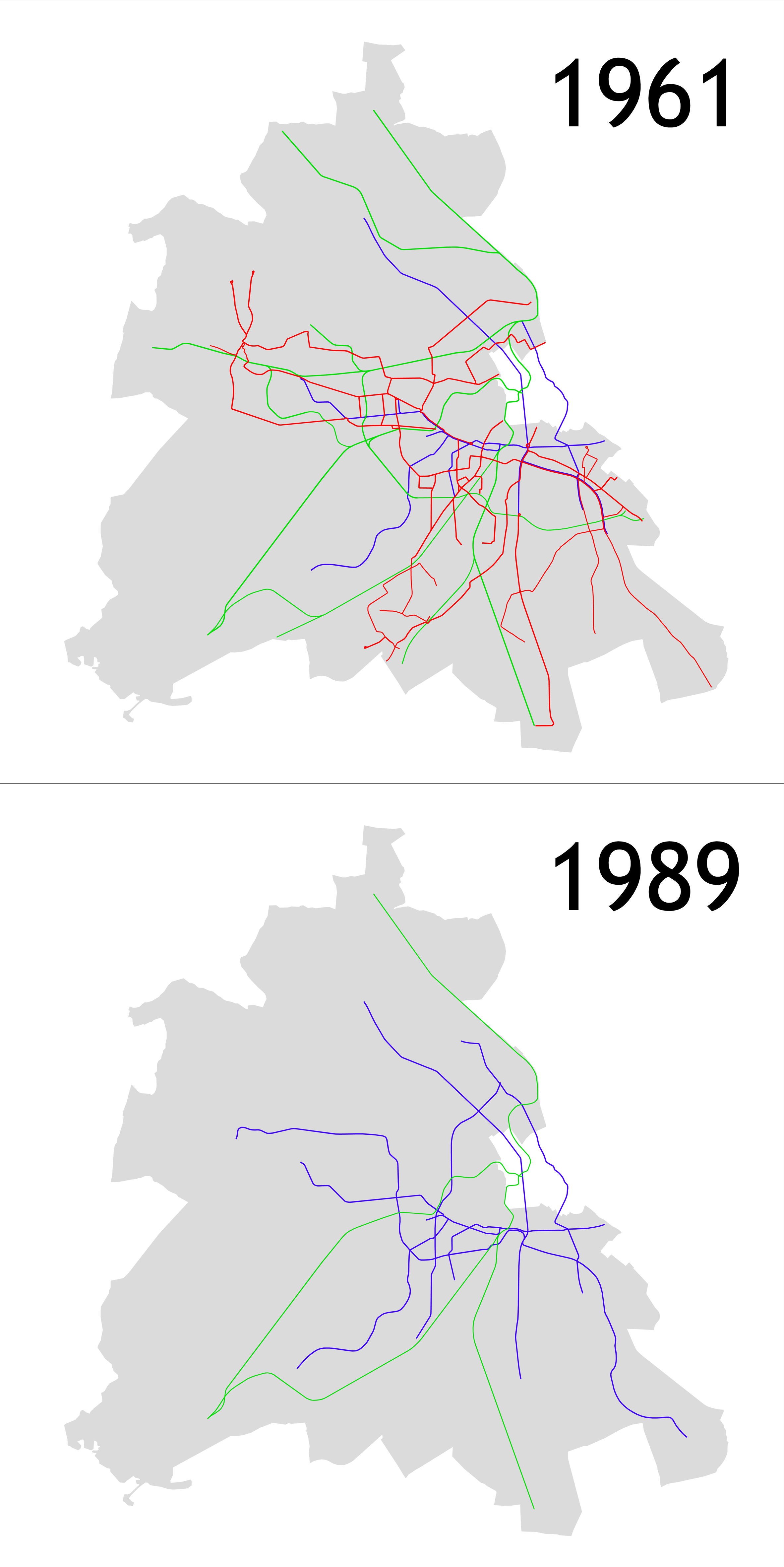
Rete S-Bahn (in verde), metropolitana (in blu), tramviaria (in rosso), nel 1961 e nel 1989.

In seguito all'erezione del Muro, a Berlino Ovest viene lanciata a livello ufficiale una campagna di boicottaggio della S-Bahn, con l'istituzione di linee di autobus parallele e il progetto di nuove linee di metropolitana. In breve, il numero dei passeggeri trasportati dalla S-Bahn si ridusse, fino a diventare irrilevante. La DR rispose riducendo la manutenzione e il servizio, comunque già scadenti.
A risentire di questo stato di tensione fu l'intero sistema di trasporti dei settori occidentali. Negli stessi anni, la BVG aveva intrapreso un programma di rapida soppressione delle tranvie urbane (completato nel 1966), in nome di una città "dedicata all'automobile" (Autogerechte Stadt). L'imponente piano di ampliamento della rete metropolitana (200-km-Plan), peraltro non completato perché troppo costoso, si dimostrò largamente insufficiente alle esigenze.
Testimonianze di quel periodo difficile sono ad esempio la U7 che per un lungo tratto corre quasi parallela al "Ring", o i lunghi percorsi pedonali alla stazione di interscambio tra S-Bahn e U-Bahn a Rathaus Steglitz, dovuti il fatto che la DR non diede il consenso a scavi sotto la sede della S-Bahn, di sua proprietà.
Nel 1980 la DR, in seguito ad uno sciopero, ridusse ulteriormente il servizio, con cessazione totale sulle linee meno frequentate, precisamente:
- Ringbahn Berlin-Gesundbrunnen ↔ Berlin Sonnenallee
- Berlin Neukölln ↔ Berlin Köllnische Heide
- Berlin Anhalter Bahnhof ↔ Berlin Nikolassee
- Berlin Zehlendorf ↔ Berlin Düppel (non più esistente)
- Berlin Westkreuz ↔ Berlin Staaken (non più esistente)
- Berlin Jungfernheide ↔ Berlin Spandau (oggi Berlin Stresow)
- Berlin Jungfernheide ↔ Berlin Gartenfeld

Dal 9 gennaio 1984, in seguito ad un accordo, l'intera rete S-Bahn di Berlino Ovest fu ceduta dalla DR all'azienda cittadina di trasporto, la BVG.
Lo stato delle linee, che richiedevano importanti lavori di manutenzione straordinaria e restauro, unito alla scarsità di risorse, rese impossibile la riattivazione dell'intera rete, ma solo delle tratte più indispensabili. Contemporaneamente venne introdotto un sistema di numerazione delle linee, del tipo Sx, analogo a quello in vigore nelle città della Germania Ovest.
Dopo i primi, urgenti, lavori di sistemazione, furono riaperte le seguenti tratte:
- 9 gennaio 1984: S2 Berlin Anhalter Bahnhof ↔ Berlin Lichtenrade
- 9 gennaio 1984: S3 Berlin Friedrichstraße ↔ Berlin Charlottenburg
- 1º maggio 1984: S2 Berlin Anhalter Bahnhof ↔ Berlin Gesundbrunnen
- 1º maggio 1984: S3 Berlin Charlottenburg ↔ Berlin Wannsee
- 1º ottobre 1984: S2 Berlin Gesundbrunnen ↔ Berlin Frohnau
- 1º febbraio 1985: S1 Berlin Anhalter Bahnhof ↔ Berlin Wannsee

Finalmente, anche nei settori occidentali la rete S-Bahn fu integrata con le reti metropolitana e di autobus.

### Riunificazione
Pochi mesi dopo la caduta del Muro (9 novembre 1989), ancora prima della riunificazione (3 ottobre 1990), la BVG provvedette alla riapertura delle "stazioni fantasma" del tunnel Nord-Sud, situate nel settore orientale. Le due parti della Stadtbahn furono riunite in un'unica linea.
Seguì la riattivazione di alcune tratte esterne, dagli ex settori occidentali al territorio dell'ex Germania Est, che erano state interrotte con l'erezione del Muro, il 13 agosto 1961:
- 1º aprile 1992: Berlin-Wannsee ↔ Potsdam Stadt (oggi Potsdam Hauptbahnhof)
- 31 maggio 1992: Berlin-Frohnau ↔ Hohen Neuendorf
- 31 agosto 1992: Berlin Lichtenrade ↔ Blankenfelde

Il 17 dicembre 1993 sono riaperte le tratte:
- Ringbahn, tratta Berlin Westend ↔ Berlin Neukölln, interrotta dal 1980
- Berlin Neukölln ↔ Berlin Köllnische Heide, interrotta dal 1980
- Berlin Köllnische Heide ↔ Berlin Baumschulenweg, interrotta dal 1961

Il 1º gennaio 1994 la Deutsche Bundesbahn e la Deutsche Reichsbahn si uniscono a formare la nuova Deutsche Bahn. Nella stessa data, le linee S-Bahn degli ex settori occidentali passano dalla BVG alla DB.
Dal 1º gennaio 1995 è operativa l'apposita società S-Bahn Berlin GmbH, controllata dalla DB.
Negli anni successivi, si susseguono le riattivazioni di tratte in precedenza abbandonate:
| Tratta                                                     | Interrotta dal | Data della riattivazione |
| ---------------------------------------------------------- | -------------- | ------------------------ |
| Berlin Schönholz ↔ Berlin Tegel                            | 1984           | 28 maggio 1995           |
| Berlin Priesterweg ↔ Berlin Lichterfelde Ost               | 1984           | 28 maggio 1995           |
| Berlin Westend ↔ Berlin Jungfernheide (Ringbahn)           | 1980           | 15 aprile 1997           |
| Berlin Neukölln ↔ Berlin Treptower Park (Ringbahn)         | 1961           | 18 dicembre 1997         |
| Berlin Westkreuz ↔ Berlin Pichelsberg                      | 1980           | 16 gennaio 1998          |
| Berlin Lichterfelde Ost ↔ Berlin Lichterfelde Süd          | 1984           | 25 settembre 1998        |
| Berlin Tegel ↔ Berlin Heiligensee                          | 1984           | 15 dicembre 1998         |
| Berlin Heiligensee ↔ Hennigsdorf                           | 1961           | 15 dicembre 1998         |
| Berlin Pichelsberg ↔ Berlin Spandau                        | 1980           | 30 dicembre 1998         |
| Berlin Jungfernheide ↔ Berlin Westhafen (Ringbahn)         | 1980           | 19 dicembre 1999         |
| Berlin Pankow ↔ Berlin-Gesundbrunnen                       | 1961           | 17 settembre 2001        |
| Berlin Schönhauser Allee ↔ Berlin-Gesundbrunnen (Ringbahn) | 1961           | 17 settembre 2001        |
| Berlin-Gesundbrunnen ↔ Berlin Westhafen (Ringbahn)         | 1980           | 16 giugno 2002           |

Il 24 febbraio 2005 è stato attivato un prolungamento di nuova costruzione da Lichterfelde Süd a Teltow Stadt.

## La rete
I treni percorrono la rete ferroviaria presente in città, organizzati per linee designate con la lettera S e da uno o più numeri. Il 9 gennaio 1984 il numero di linea con il prefisso "S" è stato introdotto nella parte occidentale della città. Dopo la caduta del muro di Berlino il sistema di numerazione delle linee è stato esteso a tutta la rete il 2 giugno 1991. Ora ci sono 15 linee della S-Bahn (al 1º settembre 2009).
Le linee S-Bahn uniscono Berlino alle città minori del circondario (Strausberg, Bernau, Hohen Neuendorf, Oranienburg, Hennigsdorf, Potsdam, Teltow, Blankenfelde-Mahlow, Zeuthen, Königs Wusterhausen, Erkner) così come all'aeroporto di Schönefeld, appena fuori dai confini della capitale.
Una volta giunti in città i treni S-Bahn percorrono l'anello ferroviario (Ringbahn) intorno al centro cittadino di Berlino, oppure le linee diametrali nord-sud e est-ovest. Sulla struttura urbana così formata dalla Ringbahn e dai due diametri incrociati (uno Nord-Sud l'altro Est-Ovest) si individuano quattro stazioni cardinali di intersezione sull'anello (Westkreuz, Südkreuz, Ostkreuz, Gesundbrunnen) ed una stazione principale di intersezione nel centro (Friedrichstraße). Il diametro est-ovest attraversa il centro cittadino su tratta sopraelevata passando per la nuova Hauptbahnhof ("stazione principale"). Questa tratta viene storicamente denominata Stadtbahn. La tratta nord-sud tra Gesundbrunnen e Südkreuz è invece per la maggior parte sotterranea e pertanto denominata Nord-Süd-Tunnel. Sulla Ringbahn due linee percorrono circolarmente l'intero anello, una in senso orario (S41), una in senso antiorario (S42), per un totale di 37 km in un tempo ufficiale di 60 minuti.

### Elenco delle linee
| Linea     | Percorso                                        | Inaugurazione | Lunghezza | Stazioni |
| --------- | ----------------------------------------------- | ------------- | --------- | -------- |
|           | Berlino-Wannsee ↔ Oranienburg                   | 1985          | 51,9 km   | 35       |
|           | Blankenfelde ↔ Bernau                           | 1984          | 46,4 km   | 28       |
| Linea S25 | Teltow Stadt ↔ Hennigsdorf                      | 1995          | 39,9 km   | 27       |
|           | Teltow Stadt ↔ Waidmannslust                    | 2017          | 30,4 km   | 23       |
|           | Berlino Spandau ↔ Erkner                        | 1984          | 44,6 km   | 30       |
|           | Ferrovia circolare (Ringbahn) oraria            |               | 36,8 km   | 28       |
|           | Ferrovia circolare (Ringbahn) antioraria        |               | 36,8 km   | 28       |
|           | Berlino Südkreuz ↔ Aeroporto BER - Terminal 1-2 | 1993          | 21,8 km   | 12       |
|           | Berlino Westend ↔ Königs Wusterhausen           |               | 40,6 km   | 28       |
|           | Hermannstraße ↔ Berlino Spindlersfeld           |               | 10,3 km   | 7        |
|           | Berlino-Westkreuz ↔ Strausberg Nord             |               | 48,8 km   | 30       |
|           | Potsdam Hauptbahnhof ↔ Ahrensfelde              |               | 47,4 km   | 29       |
|           | Warschauer Straße – Wartenberg                  |               |           | 9        |
|           | Birkenwerder ↔ Zeuthen                          |               | 56,4 km   | 24       |
|           | Berlino Pankow ↔ Berlino Grünau                 |               | 23,8 km   | 16       |
|           | Berlino Spandau ↔ Aeroporto BER - Terminal 1-2  |               | 40,7 km   | 28       |

## Servizio

### Titoli di viaggio
Al giorno d'oggi un biglietto S-Bahn vale per l'intera rete dei trasporti pubblici della città, grazie al Verkehrsverbund Berlin-Brandenburg (VBB), che comprende sia la S-Bahn Berlin che la BVG (l'azienda berlinese di trasporti), oltre a DB Regio (divisione trasporti regionali della Deutsche Bahn) e ad altre compagnie minori operanti sul territorio del Brandeburgo. Accanto alla metropolitana (U-Bahn), ai tram, agli autobus ed ai traghetti, la S-Bahn Berlin è dunque oggi parte del sistema integrato dei trasporti pubblici berlinesi.

### Orari di apertura e frequenze
La S-Bahn di Berlino è in servizio 21 ore su 24, rimanendo chiusa solo dalle 1:00 alle 4:00 nei giorni feriali, mentre opera 24 ore durante le giornate di sabato, domenica e pre-festivi. Le linee hanno generalmente una frequenza di 10 minuti. Fuori dagli orari di punta si effettua su tutte le linee un servizio con una frequenza di 20 minuti.
Molte linee condividono gli stessi binari, in modo che, per buona parte della rete, la frequenza risulta essere pari a un treno ogni 5 minuti. Nelle seguenti sezioni della rete si sovrappongono diverse linee: la Stadtbahn (quattro linee), la tratta sud della Ringbahn (da tre a cinque linee), la tratta est della Ringbahn (cinque linee) e il tunnel nord-sud (tre linee). Ciò determina in questi tratti frequenze di 2-3 minuti.
Nelle notti di venerdì, sabato e pre-festivi, la maggior parte delle corse viene esercitata con intervalli di 20 minuti tra un treno e l'altro; sul Ringbahn e sulla Ferrovia Nord-Sud la frequenza è invece di 10 minuti, sullo Stadtbahn è di 5 minuti. La parte esterna della linea S5 (Mahlsdorf - Strausberg Nord) è servita con una frequenza di 60 minuti. Solo sulla tratta Hohen Neuendorf - Blankenburg non è offerto alcun servizio notturno.

### Intermodalità
La S-Bahn di Berlino svolge anche un ruolo di trasporto intermodale, per es. auto+treno (con parcheggi scambiatori alle stazioni, specialmente esterne all'area urbana centrale) e treno+bici (sia con trasporto bici che con parcheggi dedicati o ciclostazioni alle fermate). L'intermodalità porta il trasporto su ferro vicino allo schema "da porta a porta" tipico dell'automobile, innalzandone la competitività e permettendo di disincentivare fortemente l'uso del mezzo privato a motore, con i noti effetti negativi su inquinamento, congestione del traffico e vivibilità. L'intermodalità si applica anche ad altri trasporti pubblici della metropoli tedesca (es. tranvie, U-Bahn ecc.) ma trova nelle S-Bahn la sua massima realizzazione, proprio per il raggio che generalmente copre l'intera area vasta metropolitana.

## Materiale rotabile

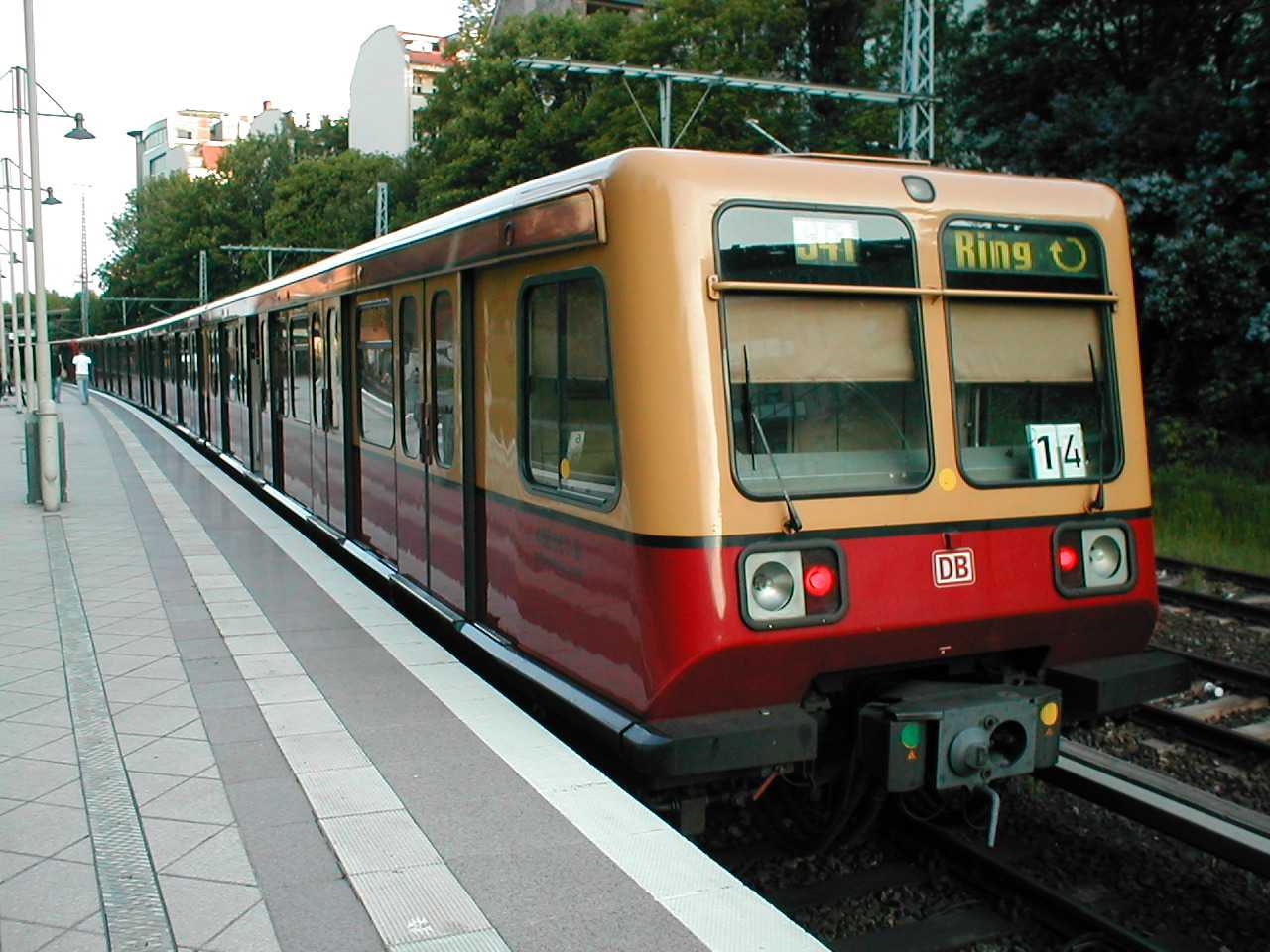
Gruppo 485, ex DR
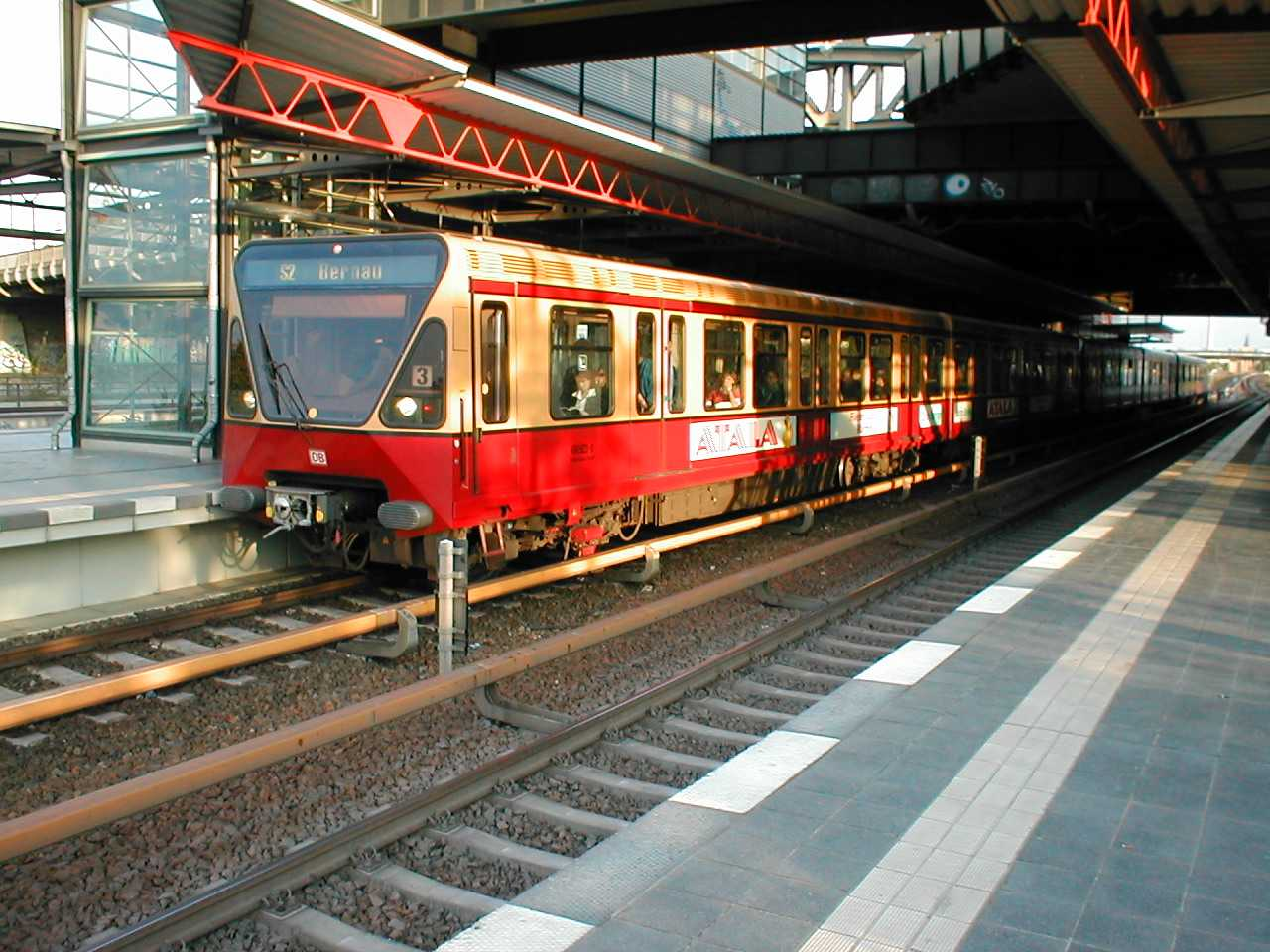
Gruppo 480, ex BVG
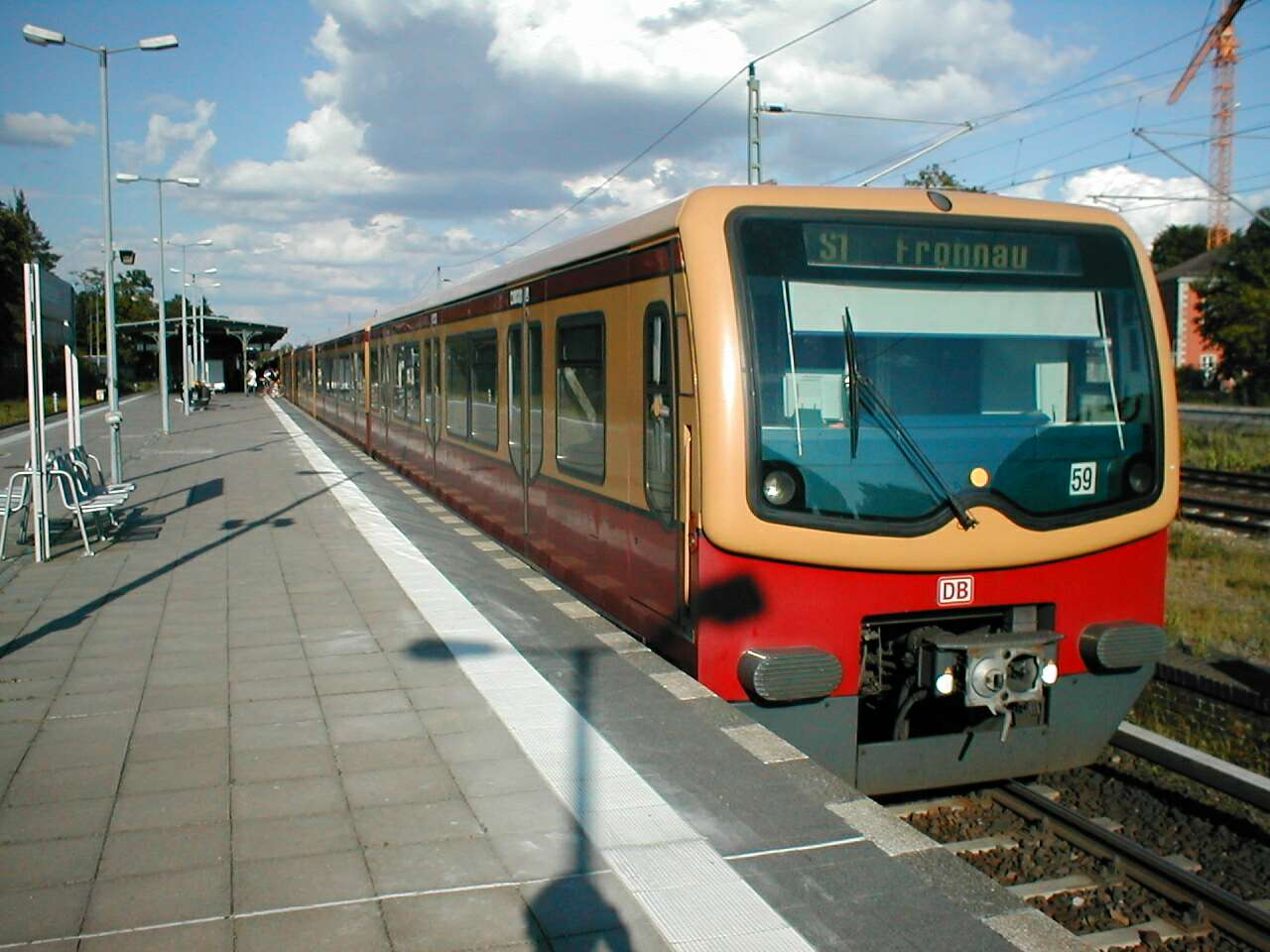
Gruppo 481

La rete S-Bahn, separata da quella nazionale della Deutsche Bahn, esige materiale rotabile appositamente progettato, con presa di corrente a terza rotaia e incarrozzamento alto. La distanza media tra le fermate, molto ridotta, richiede elevate capacità di accelerazione. I mezzi in servizio sono perciò di concezione simile a quelli delle linee metropolitane.
La divisione della rete, dal 1984 al 1993, ha lasciato in eredità due diversi gruppi di elettrotreni, entrambi entrati in servizio negli anni ottanta: il gruppo 480 (ex BVG, Ovest) e il gruppo 485 (ex DR, Est).
Il gruppo più recente, e più numeroso, entrato in servizio dal 1993, è il 481. L'immissione di questi elettrotreni ha permesso di far fronte all'aumento di traffico derivante dalla riunificazione della rete.